# Dacia 1300
De Dacia 1300 is een wagen van de Roemeense autofabrikant Dacia. In 1966 werd reeds een akkoord bereikt tussen de Roemeense regering en Renault over de productie van de Renault 12 in Roemenië. Doordat de fabriek te Mioveni (nabij Pitești) sneller klaar was dan het ontwerp voor de Renault 12 ging eerst de Dacia 1100 in productie, een variant op de Renault 8.

## Geschiedenis
Op 23 augustus 1969 rolde uiteindelijk de eerste Dacia 1300 van de band, kort nadat in Frankrijk de productie van de originele R12 begonnen was. In 1971 werd het programma uitgebreid met de uitvoeringen Break (combi) en Sanitara (voor ziekenvervoer). Ook deze combi-uitvoeringen kwamen met de Franse voorbeelden overeen. Vanaf 1972 vonden de productie van de mechanische hoofdbouwgroepen motor, voor- en achterwielophanging, versnellingsbak en stuurinrichting in Pitești plaats. Dat gold ook voor de productie van versnellingsbakken voor de bestelwagen Renault Estafette, waarmee de licentiekosten ten dele werden gecompenseerd. De nieuwe carrosseriefabriek werd uitgerust met persen uit de DDR. De eerste van het Franse origineel afwijkende variant werd in 1976 met het type 1302 Pick-up voorgesteld. Daarbij ging het om een tweezits bestelwagen met laadbak (en naar keuze een huif) met een laadvermogen van 500 kg. Bij de sedans werden naast de standaarduitvoering de versies 1300 L, LS en 1301 geleverd, met dezelfde techniek maar verbeterde uitrusting. De eerste Dacias werden in 1978 in Nederland verkocht.

### Dacia 1210/1310/1410
Met het aflopen van de voor tien jaar geldige licentieovereenkomst in 1979 kreeg de fabriek de mogelijkheid om in eigen beheer technische veranderingen en doorontwikkelingen door te voeren. De in hetzelfde jaar voorgestelde Dacia 1310 beschikte bij gelijke technische basis over van binnenuit verstelbare dubbele koplampunits, grotere achterlichten, een nieuw vormgegeven dashboard, standaard achterruitverwarming, gescheiden remsysteem, een zelfdenkende elektroventilator en een brandstofbesparende carburateur. In 1980 volgde de op dezelfde manier doorontwikkelde 1310 Break. In 1984 verscheen de 1304 Pick-up, met een tot 1000 kg verhoogd laadvermogen en achterwielaandrijving (met een starre as en bladveren).
Sinds 1983 werden naast de 1300 cc-varianten ook motoren met 1200 en 1400 cc cilinderinhoud aangeboden, de 1210 en 1410. Bereikt werden deze verschillen door verschillende cilinderboringen bij een verder onveranderde motor. Naast een vierversnellingsbak werd ook een versie met vijf versnellingen leverbaar. Twee jaar voor de officiële voorstelling in 1984 vonden de eerste praktijktests plaats met tweedeurs coupé-prototypen, van deze Dacia Sport, ook Brașovia genoemd, werden later ca. 1000 stuks per jaar geproduceerd.
Meer technische verbeteringen en uiterlijke wijzigingen leidden in 1984/1985 tot de uitvoeringen MLS, TX en TLX, die vooral opvallen door hun modieuze achterspoiler en gewijzigde 'softface'-front met zwarte kunststof grill en geïntegreerde dubbele koplampen. De deels zeer matige afwerking van deze Dacia's (gedurende de productie in toenemende mate, met name in de jaren tachtig) leidde in de internationale vakpers tot talrijke kritieken en beschadigde de reputatie van deze in de aard niet verkeerde auto.
Een hatchback-prototype werd in 1984 gepresenteerd en vanaf 1988 in productie genomen als 1320, na een facelift in 1991 werd deze uitvoering tot 1996 gebouwd als 1325 Liberta. De sedan en combi werden na de facelift verkocht als Berlina en Break, de laatste Berlina rolde in juli 2004 van de band. De Pick-up hield het in verschillende uitvoeringen nog een paar jaar langer vol.

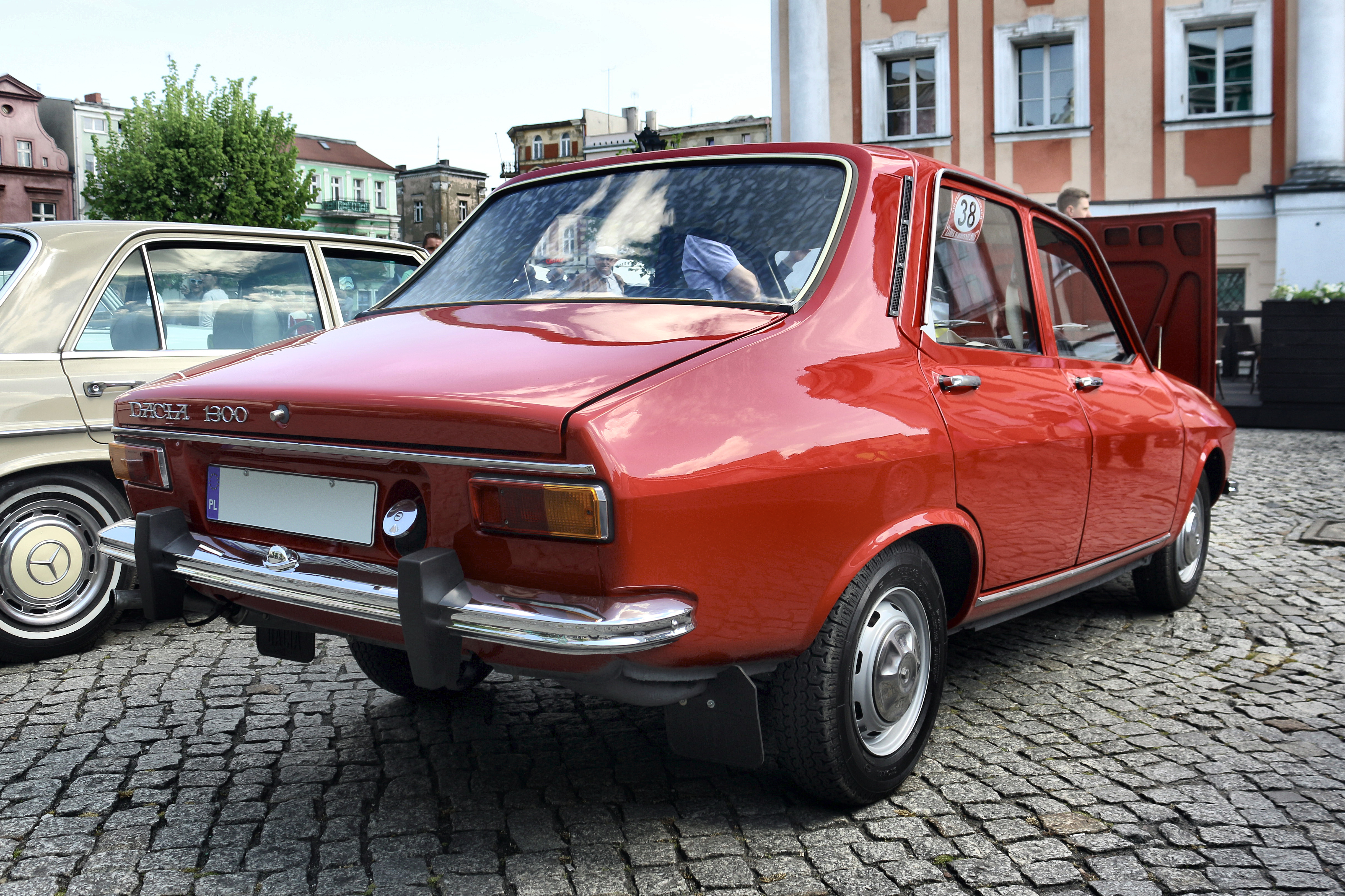
Dacia 1300, achteraanzicht
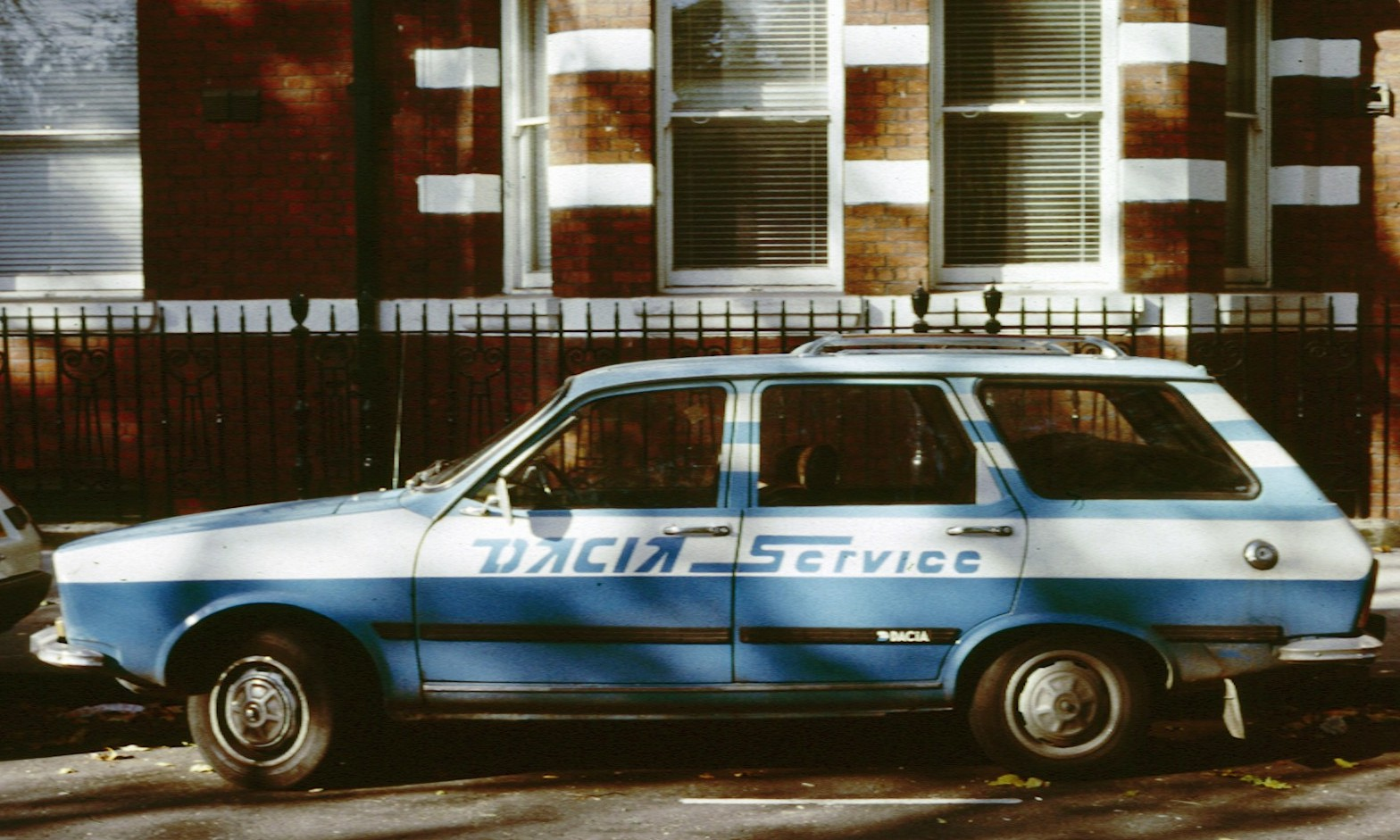
Dacia 1300 Break
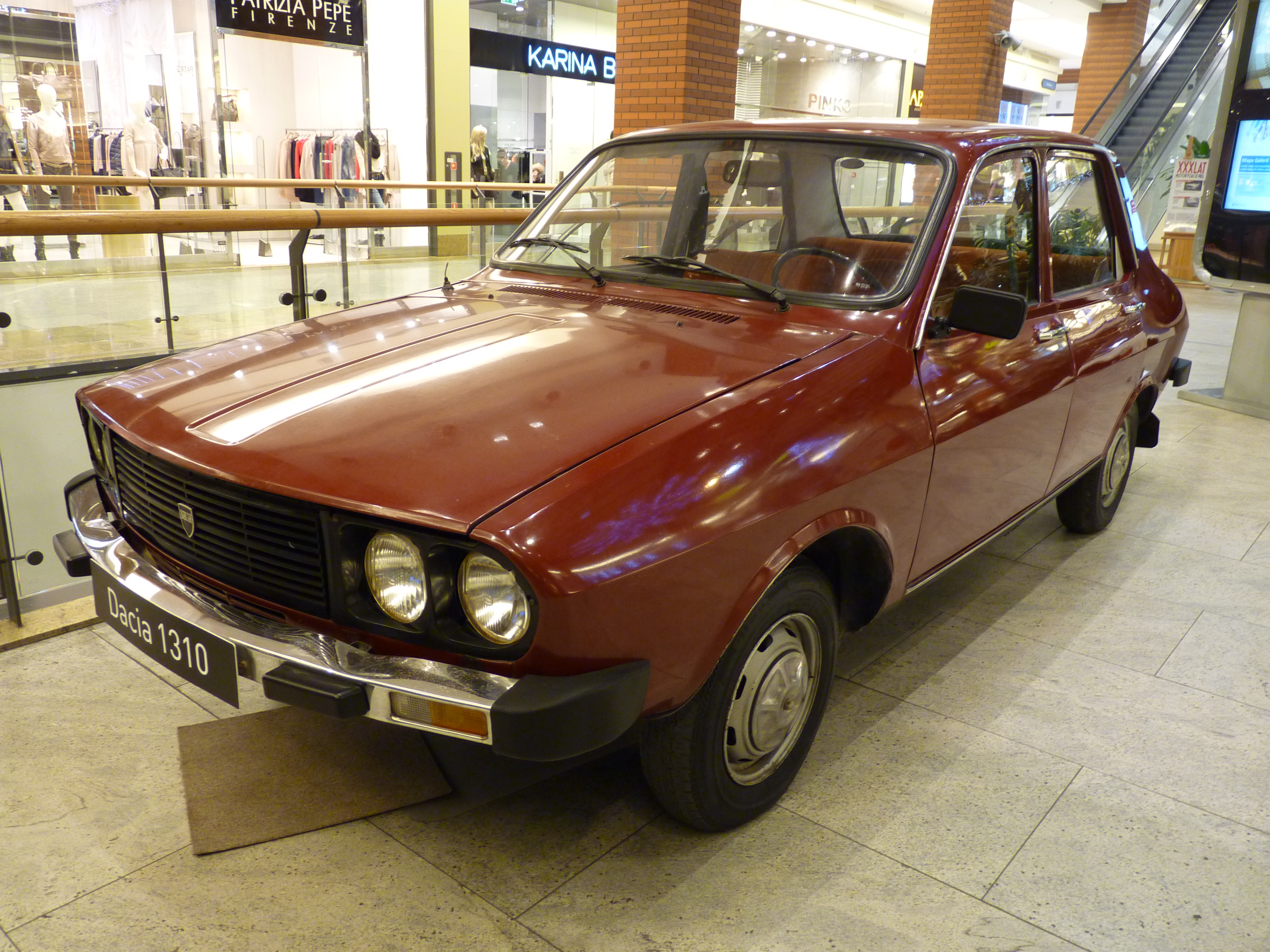
Dacia 1310
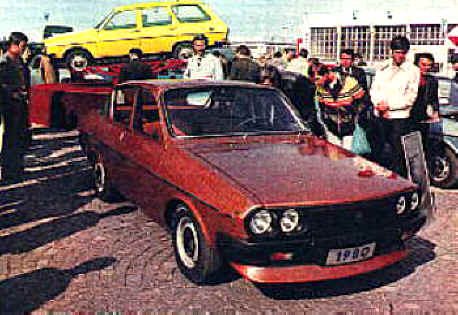
Dacia Dacia 1310 Sport Brașovia
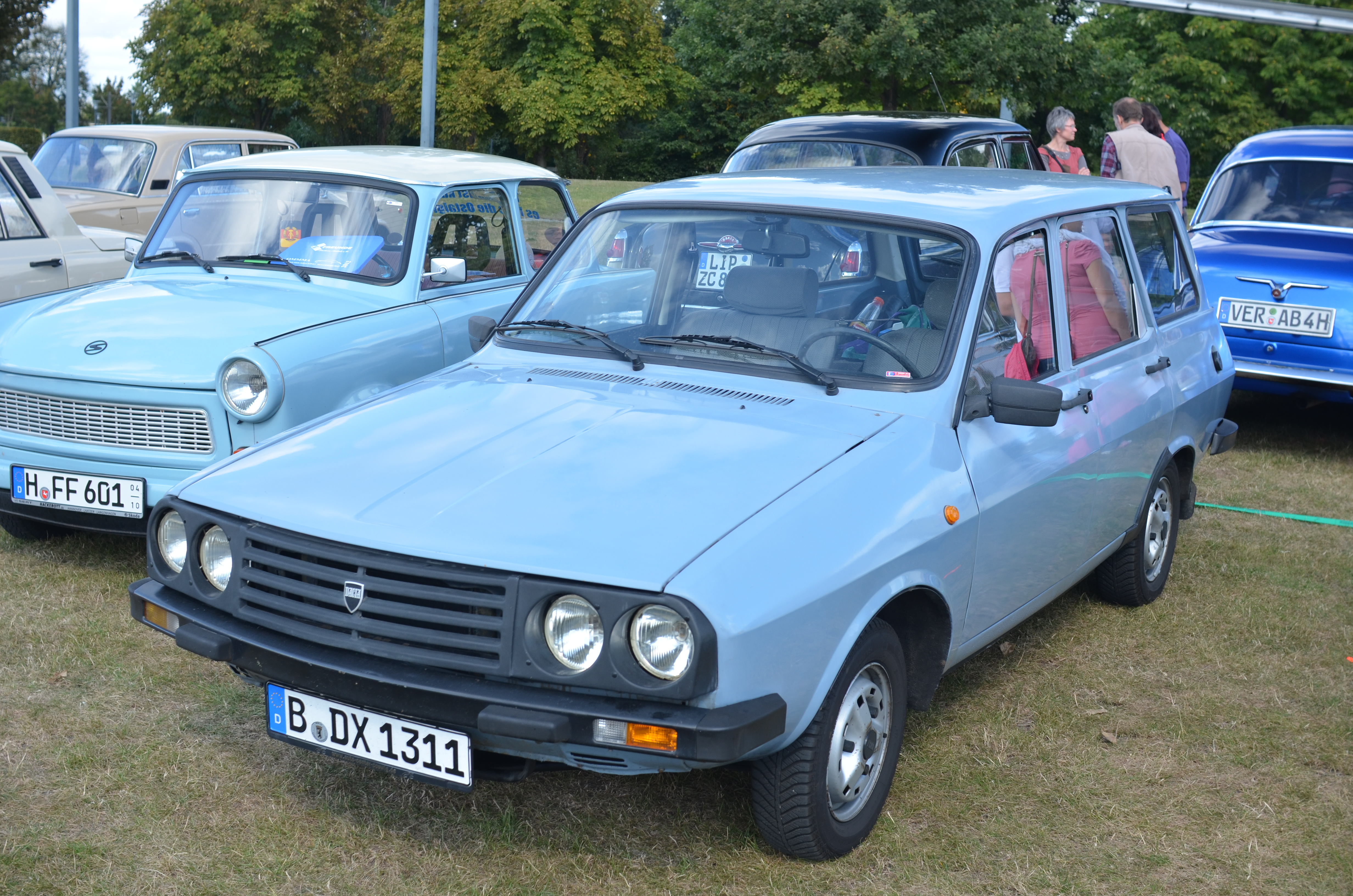
Dacia 1310 Break 'softface'
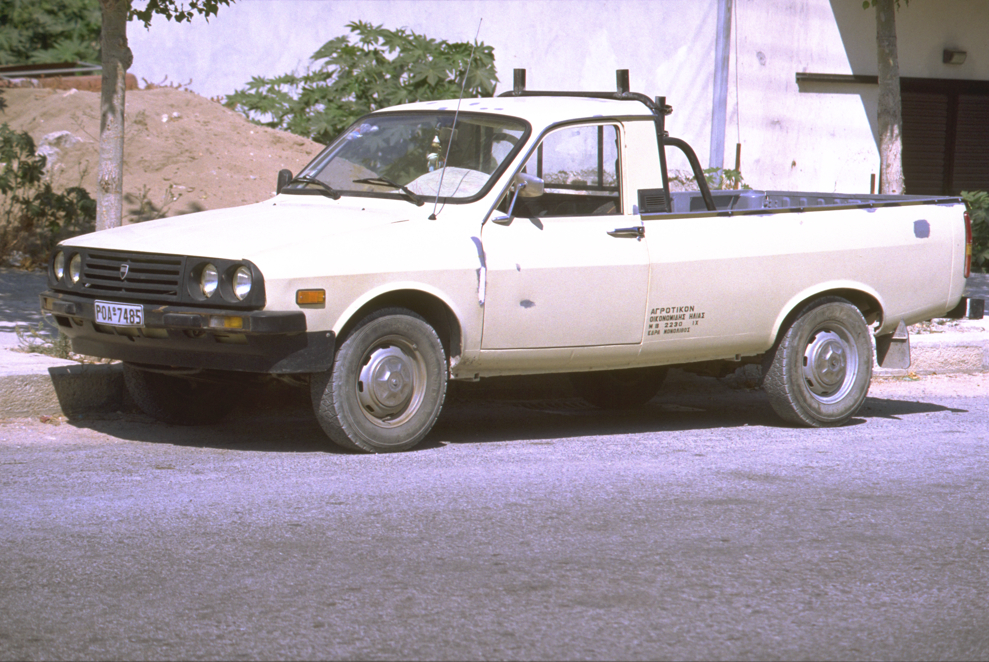
Dacia Pick-up
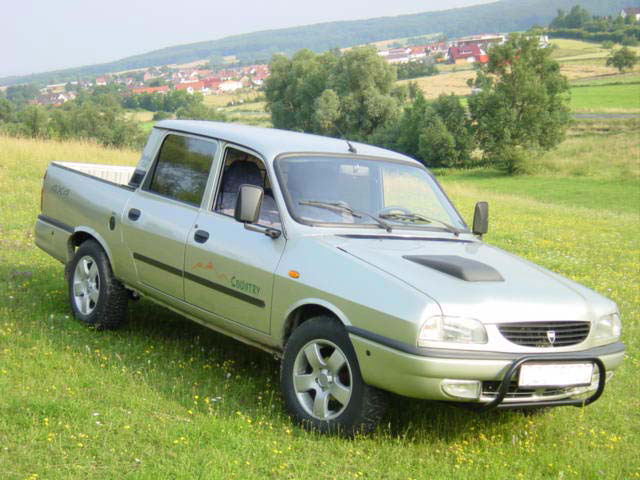
Dacia Pick-up DoubleCab 4x4

## In Nederland
Deze Dacia-modellen worden sinds 1977 door de Roemenen ter export aangeboden. Aanvankelijk hield de firma Englebert in Voorschoten zich ermee bezig. Toen die wegens financiële moeilijkheden in 1981 stopte met de import was het een tijdje stil rond Dacia in Nederland. Vanaf 1984 probeerde "Primacar" in Prinsenbeek, ook importeur van de eveneens Roemeense ARO terreinwagens, het opnieuw.
In de Nederlandse pers werd de Dacia midden jaren 80 beoordeeld als een achterhaalde auto. Bij Renault zelf was het model al sinds 1980 uit productie. Hoewel de wagen als Dacia wel wat vernieuwd was, bleef hij ouderwets. Met name de afwerking liet te wensen over. Het lawaai van de motor zorgde ervoor, dat men niet gauw boven de 100 km/u ging, daarboven werd het geluid echt hinderlijk.
Het sturen ging tamelijk zwaar, dit had echter geen invloed op het weggedrag dat zonder meer goed was. In het sobere interieur vormden de stoelen en de achterbank een opvallende uitzondering, ze boden een uitstekend comfort. Standaard was de wagen behoorlijk compleet uitgerust. De aankoopprijs van de Dacia was net zo ouderwets als de wagens zelf, waardoor het een alternatief was voor een tweedehands auto.
Primacar bood de sedanmodellen 1210 STD (standaard, 11.995 gulden), 1310 en 1410 (beide in diverse uitvoeringen) aan, en verder de 1310 als Break en Van (grijs kenteken) en een Pick-up met of zonder polyester opbouw. De personenwagens konden door Primacar ook uitgerust worden met het actiepakket Mamaya, genoemd naar de Roemeense badplaats Mamaia. Het actiepakket, dat alleen in Nederland beschikbaar was, omvatte bescheiden sierbiesjes en het opschrift 'Mamaya' op de voorspatborden, rubber stootstrips over de flanken, een zonnedak, een klein spoilertje op het kofferdeksel, vloermatten en een Philips stereo cassettespeler inclusief antenne. De actieprijs van dit pakket t.w.v. 1535 gulden bedroeg 500 gulden.
In het begin gingen de zaken redelijk, het topjaar was 1985 met 133 verkochte exemplaren. Problemen in Roemenië gooiden roet in het eten, de importeur kreeg daardoor slechts met moeite auto's geleverd. In 1989 werden nog negen Dacia's op kenteken gezet, niet lang daarna werden de importactiviteiten gestaakt. Dat het publiek in vergelijking met merken als Lada, FSO of  Škoda duidelijk minder Dacia's aanschafte, moest vooral in de onbekendheid van het merk worden gezocht.
In productie:
Duster ·
Jogger ·
Logan ·
Sandero ·
Spring

Niet meer geproduceerd:
500 ·
1100 ·
1210 ·
1300 ·
1302 ·
1304 ·
1305 ·
1307 ·
1309 ·
1310 ·
1320 ·
1325 ·
1410 ·
1410 Sport ·
2000 ·
Dokker ·
Lodgy ·
Nova ·
Solenza ·
SupeRNova